# Adrian (Missouri)
Pour les articles homonymes, voir Adrian.
La ville américaine d’Adrian est située dans le comté de Bates, dans l’État du Missouri. Lors du recensement de 2010, elle comptait 1 677 habitants.

## Source
- (en) Cet article est partiellement ou en totalité issu de l’article de Wikipédia en anglais intitulé « Adrian, Missouri » (voir la liste des auteurs).